# Ramgati
Ramgati är ett underdistrikt i Bangladesh. Det ligger i den sydöstra delen av landet, 120 km söder om huvudstaden Dhaka.
I omgivningarna runt Ramgati växer i huvudsak blandskog. Runt Ramgati är det tätbefolkat, med 982 invånare per kvadratkilometer.